# Distretto di Shizhong (Leshan)
Il distretto di Shizhong (市中区S, Shìzhōng QūP) è un distretto della Cina, situato nella provincia di Sichuan e amministrato dalla prefettura di Leshan.